# Takins
De takins (Budorcas) zijn een geslacht van zoogdieren uit de  familie van de holhoornigen (Bovidae). De wetenschappelijke naam van het geslacht werd in 1850 gepubliceerd door Brian Houghton Hodgson.

## Soorten
Traditioneel wordt Budorcas als een monotypisch geslacht beschouwd met Budorcas taxicolor als enige soort met vier ondersoorten. Op basis van een studie uit 2022 worden echter twee soorten in dit geslacht geplaatst met ieder twee ondersoorten:
- Budorcas taxicolor Hodgson, 1850 – Himalayatakin
  - Budorcas taxicolor taxicolor Hodgson, 1850 – Mishmitakin
  - Budorcas taxicolor whitei Lydekker, 1907 – Bhutantakin
- Budorcas tibetana Milne-Edwards, 1874 – Chinese takin
  - Budorcas tibetana tibetana Milne-Edwards, 1874 – Sichuantakin
  - Budorcas tibetana bedfordi O. Thomas, 1911 – Gouden takin